# Hellvik (Eigersund)
Hellvik este o localitate din comuna Eigersund, provincia Rogaland, Norvegia, cu o suprafață de 0,57 km² și o populație de 671 locuitori (2013).